# 윤지충
윤지충(尹持忠, 1759년 ~ 1791년 12월 8일)은 조선 후기의 천주교인으로 한국 최초의 천주교 순교자이다. 본관은 해남이며, 자는 우용(禹庸), 세례명은 바오로이다. 신주(神主)를 불사르고 제사를 폐지하였으며 모친상을 천주교식으로 치루었다가 참수당했다. 2014년 8월 16일에 교황 프란치스코에 의해 시복되었다. 2021년 9월 1일에 천주교 전주교구는 2021년 3월 초남이성지의 바우배기에서 성역화 작업을 하던 중 윤지충의 유해가 발견되었다고 발표했다.

## 일대기

### 출생과 성장
전라도 진산군 장고치(현 충청남도 금산군 벌곡면 도산리)에서 태어났다. 본관은 해남 윤씨이다. 윤선도가 6대조이고 증조부는 윤두서다. 조상대대로 해남에 살았는데 아버지 윤경이 해남을 떠나 외가인 안동권씨들이 많이 모여 살고있는 진산에 옮겨와 살았다. 아버지는 벼슬길에 나아가지는 않았고 대둔산 밑 조용한 마을에서 평범한 선비로 살았다. 고모 윤소온이 정약용의 부친인 정재원과 혼인하여 정약용을 낳았으므로 정약용은 윤지충의 고종사촌 동생이 된다. 이런 인연으로 정약용의 형제 그리고 그의 매부인 이승훈과도 자연스럽게 교제할 수 있었다. 정치적으로는 남인에 속했는데, 당시 시대적 분위기는 정조가 남인을 중용하여 서인을 견제하는 탕평책을 펼침으로 인해 남인들에게도 관직출사의 기회가 열리기 시작했다. 윤지충은 벼슬에 뜻을 품고 과거시험에 응하여 1783년(정조 7) 생원시에 합격하였다.

### 천주교 입교
윤지충은 1783년 생원시에 합격한 후 상경하였다. 이때 그의 고종사촌인 정약용을 통해 천주학을 접한 뒤 역관 김범우의 집에서 열리는 '명례방공동체'에도 참여하였다. 그는《천주실의》와 《칠극》을 얻어 고향으로 내려왔다. 교리를 독학하며 부족한 부분은 정약종으로부터 배웠다. 1787년에 정약전을 대부로 하여 이승훈에게 세례를 받고 교인이 되었다. 1789년 북경에 가서 견진성사를 받고 귀국하였는데 명례방 사건(1785년)과 반회사건(1787년)이후 천주교 서적 소각 등 천주교 신자에 대한 박해가 심해지자 낙향하여 조용히 지냈다. 이 시기에 어머니와 동생 윤지헌, 외종사촌 권상연에게 교리를 가르쳐 천주교 신앙을 받아들이게 했다.

### 제사폐지
1790년 북경 교구장인 구베아 주교가 조선 천주교인들에게 제사 금지령을 내리자, 윤지충의 외종사촌 권상연은 자신의 집안에 모시고 있던 신주를 불태워 땅에 묻고 제사를 더 이상 지내지 않았다. 윤지충도 제사를 폐했으나 신주는 그대로 두었다. 이 일로 인해 종친들이 격노했고 주변 선비들의 비난이 쏟아졌다. 윤지충은 이에 대해 항변하기를, 평민들이 신주를 모시지 않는 것을 나라에서 엄히 단속하지 않으며 살림이 어려운 선비가 제향을 못하는 것은 예에 어긋하지 않으니, 교리를 지키기 위해 사대부로서 죄를 지었을지언정 나라에서 금한 일을 범한 것이 아니라고 하며 자신의 소신을 밝혔다. 유교적 제례는 법으로 규정한 것이 아니라 사대부의 관례라는 것이다.

### 진산사건
1791년 5월에 윤지충의 모친 안동권씨가 교회의 가르침에 어긋나는 일은 무엇이든지 하지말라는 유언을 남기고 사망하였다. 그런데 하필 그때에 지역일대에 전염병이 돌아 관아에서 통행을 금지하자 윤지충은 초상을 치룰 수 없었다. 8월 그믐날에야 겨우 장사를 치르렀는데, 모든 것을 전통의식대로 진행하였으나 신주를 만들지 않았고 제사 또한 지내지 않았다. 장례를 치루는 동안에는 전염병의 여파로 인해 조문이 적었고 조객록(弔客錄)에 기록이 많지 않았다. 이를 수상히 여긴 조문객들에 의해 신주를 만들지 않았다는 사실과 함께 조문을 고의로 방해하며 천주교식으로 비밀리에 장례를 치루었다는 유언비어가 퍼져나갔다. 심지어 모친의 시신을 버렸다는 식으로 부풀려진 해괴망칙한 괴소문이 돌아다니기까지 했다.
이런 흉흉한 소문은 서울에까지 퍼져나가자 조정 대신들간 당파싸움의 빌미가 되면서 사건이 증폭되었다. 결국 진산군수 신사원에게 윤지충과 권상연을 체포하여 진상을 조사하라는 어명이 떨어졌다. 체포령이 떨어지자 윤지충은 경기도 광주로, 권상연은 한산으로 도피하였다. 진산군수가 윤지충의 숙부 윤등을 잡아들였다는 소식을 접한 윤지충은 그해 10월에 자수하였고 곧 권상연도 체포되었다.

### 윤지충의 항변
진산군수 신사원이 배교를 강요하며 모진고문을 가했으나 이들은 신앙을 버리지 않았다. 두 사람을 회유하는데 실패한 진산군수는 이들을 전주의 전라 감영으로 이송했다. 윤지충은 전라감사 정민시의 심문에 모든 것을 토설한후 다음과 같이 주장했다. "거듭 말씀드리거니와 천주교를 신봉함으로써 제 양반 칭호를 박탈당해야 한다 해도 저는 천주께 죄를 짓기는 원치 않습니다. 뿐만 아니라 신주를 모시지 않는 서민들이 그렇다고 하여 정부를 반대하는 것이 아니라는 것과, 또 가난하기 때문에 모든 제사를 규정대로 지내지 못하는 양반들도 엄한 책망을 당하지 않는다는 것을 고려하여 주십시오. 그러므로 제 낮은 생각으로는 신주를 모시지 않고 죽은 이들에게 제사를 드리지 않으면서도 제 집에서 천주교를 충실히 신봉하는 것은 결코 국법을 어기는 것이 아닌 듯합니다." :79~80 그러나 윤지충의 항변은 받아들여지지 않았다.:33

### 처결
전라 감영에서 갖은 문초와 혹독한 고문에도 두 사람은 끝까지 신앙을 버리지 않자, 전라 감사는 조정에 장계를 올려 두 사람에 관해 보고했다. 조정에서는 두 사람을 처형해야 한다는 소리가 커지자 결국 정조는 처형을 윤허한후 천주교도로 지목받은 이승훈과 권일신의 추포를 명했다. 조상에게 제사하는 것을 거부하는 것은 유학의 핵심인 '효'를 부정하는 일로써, 이는 곧 나라의 어버이 되는 왕에 대한 '충'을 부정하는 행위였다. 이런 무부무군(無父無君) 사상의 신봉은 유교이념으로 떠받쳐져 있는 조선의 지배체제 자체를 부정하고 도전하는 것이었다. 그래서 천주교도들은 '나라를 원망하며 세상을 뒤엎고자 하는 무리'로 규탄받아야 하고 역모사건 차원에서 다스려서 형장의 이슬로 사라져야만 했다. 이렇듯 조선 지배층이 바라본 천주교는 체제와 정통에 대해 도전하는 사악한 종교였다. 지난 1787년 반회사건 이후 정조 역시 사교로 규정했었기 때문에 사형으로 처결함에는 문제 될 것이 없었다.

### 순교
윤지충과 권상연은  두 사람이 사회도덕을 문란케 하고 사교를 신봉했다는 죄명으로 1791년 12월 8일(음력 11월 13일) 전주 남문 밖(현재 전동성당 자리)에서 차례로 참수형에 처해졌다. 이 당시 윤지충은 32세, 권상연은 40세였다. 이 사건과 관련하여 이승훈과 권일신이 구속되었는데 이승훈은 이미 배교했다는 변론이 수용되어 석방되었으나 관직은 박탈당했다. 권일신은 노모의 간청으로 배교함에 따라 귀양지가 제주에서 예산으로 변경되었으나 예산으로 이동중에 고문의 후유증인 장독(杖毒)으로 죽고말았다. 한편 진산군은 5년동안 현으로 강등되었고 초기에 느슨하게 대응했던 진산군수 신사원은 유배형에 처해졌다.

## 유산

### 전동성당
현재 전주 전동성당이 위치한 자리는 윤지충을 비롯한 권상연, 윤지헌, 유항검 등 많은 천주교인들이 순교한 자리이다. 1908년 보두레 신부가 이들의 순교를 기리기 위해서 전동성당을 건축하였다. 일제강점기중 도로를 개설하며 전주읍성의 풍남문 인근 성벽을 철거했는데, 이때 윤지충이 참수될 당시 피가 튀었던 돌을 가져와 주춧돌로 삼았다고 한다. 전동성당은 명동성당, 대구성당과 더불어 한국에서 가장 오래된 성당 건축물로 국가 기념물 사적 288호로 지정되어있으며, 성당 한쪽에는 윤지충의 순교 모습이 동상으로 제작되어 있다. 2014년 8월 한국을 방문한 프란치스코 교황은 한국 천주교 순교자 124위에 대한 시복 선언을 했는데, 윤지충은 124위 중 첫 번째 복자로 서품되었다.

### 윤지충 일기
윤지충은 투옥기간중에 일기를 기록하였으나 현재에는 전해지지 않고 있다. 자신의 천주교 봉행과 체포후의 신문과정, 옥중생활 등을 기록하였는데 순교 후 필사되어 널리 읽혔다고 한다. 이 수기는 1801년 신유박해 때 관변 측 기록인 ≪사학징의≫에 천주교들로부터 압수한 서적목록 가운데 ≪죄인지충일기≫라는 기록이 들어 있으나 현재까지 한문본, 한글본 모두 발견되지 않고 있다. 다만 달레(Dallet) 저술의 ≪한국천주교회사≫에 일부 내용이 소개되어 있다.

## 사후

### 당파 다툼
정조는 천주교도에 대한 박해를 더 이상 확대시키지 않고 마무리 짓기를 원했다. 이런 조처는 자신의 측근중에 천주교에 가까이 간 자들이 많았던 이유도 있었다. 아울러 홍문관에 소장되어 있던 한역 서양서적을 소각하는 등 천주교의 전파를 억제하려 노력하였다. 그러나 정조의 생각과는 달리 조정은 이 사건을 둘러싸고 남인 계통이면서 당시의 상국(相國)인 채제공을 중심으로 한 소위 신서파와 이에 반대하는 홍의호 등의 소위 공서파가 대립하였다. 진산사건으로 인한 갈등과 당쟁은 1801년 신유박해로 신서파가 결정적 타격을 입을 때까지 10여 년간 계속되었다.

### 전교 활동
신해박해로 인해 천주교가 정치적 종교적 박해의 대상이 되자 많은 양반계층 교인들이 동요하여 배교후 떨어져 나갔다. 그 공백은 중인계층이 메워나갔는데, 탄압에도 불구하고 1794년 무렵 신도수가 4천여 명으로 증가하자 중국 교회의 구베아 주교는 진산사건으로 보류되었던 선교사 파견을 다시 추진하였다. 1795년 초에 서울에 잠입한 중국인 신부 주문모는 이내 체포령이 떨어져 은밀히 활동할 수 밖에 없었다. 그러나 강완숙 등의 도움에 힘입어 5년후 교세는 1만명을 육박하게 되었다.

### 기타
이번 사건으로 정약용의 집안은 큰 충격에 휩싸였다. 윤지충이 정약용의 외사촌이었기 때문이다. 정약용과 둘째형 정약전은 이번 사건을 계기로 배교하며 천주교와 관계를 완전히 청산했으나 윤지충과 친척이라는 사실과 윤지충에게 천주교를 소개한 자가 정약용이었기 때문에 서인들로부터 공격을 받았다. 정약용의 셋째 형인 정약종은 신앙을 지키며 교리에 따라 집안에 제사를 거부하며 갈등하다가 처자식을 데리고 한강 건너 양근의 분원으로 이사를 가버렸다.
조상제사 거부 교리가 널히 알져지게 되었고 향후 천주교 탄압의 명분으로 활용되었다.

## 유해발굴
2021년 9월 1일 천주교 전주교구의 발표에 따르면 윤지충, 권상연, 윤지헌의 유해가 발굴되었다고 한다. 같은해 3월에 전북 완주군 이서면 남계리에 있는 초남이성지의 바우배기에서 성역화 작업을 하던 중에 출토된 유해와 유물에 대해 그간 면밀히 검사한 결과 순교한 세분의 유해임이 확인되었다고 한다. 윤지헌은 윤지충의 동생으로 1801년 신유박해때 순교하여 지난 2014년에 시복된바가 있다.
발굴이후 출토물의 방사성탄소연대측정을 통해서도 묘소 조성 연대등이 세사람이 순교한 1791년과 시기적으로 부합한다는 사실을 파악했다. 유해에 대해서는 성별검사, 치아와 골화도를 통한 연령검사 및 해부학적 조사, Y염책체 부계 확인검사(Y-STR)를 진행해 순교자들의 유해가 확실하다는 결론을 얻었다. 윤지충과 권상연의 유해 목뼈 부분은 날카로운 도구로 자른 '예기 손상'이 있어 참수되었음을 확인할 수 있었다고 한다.
한국 천주교 역사상 최초의 순교자로 기록되어 있는 윤지충과 권상연의 묘를 찾는 것은 한국 천주교의 과제였다. 천주교 박해에 관한 조선 정부 측 기록을 수집, 정리한 <사학징의(邪學懲義)>에는 윤지충과 권상연의 무덤이 존재한다는 사실만 나올 뿐 구체적 장소는 기록되어 있지 않았다. 그간 바우배기에 순교자 묘소가 있다고만 구전되어 왔었는데 이번에 230년만에 발굴하게 된 것이다.

## 가계
- 증조부: 윤두서(尹斗緖, 1668년 ∼ 1715년)
- 증조모: 전주 이씨(이형징(李衡徵)의 女)
  - 조부: 윤덕렬(尹德烈, 윤두서의 5남, 1698~1745)[45]
  - 조모: 순흥 안씨(진사(進士) 안제만(安濟萬)의 女)
    - 아버지: 윤경(尹憬) 한의업 종사
    - 어머니: 안동 권씨(권기징(權沂徵)의 女)
      - 부인: 연안 이씨(이종연(李宗延)의 女)

※ 가계 참고 자료